# فابيان مكارثي (لاعب كرة قدم)
فابيان مكارثي (بالإنجليزية: Fabian McCarthy)‏ هو لاعب كرة قدم جامايكي في مركز الوسط، ولد في 12 مايو 1990 في كينغستون في جامايكا. لعب مع مونتيغو باي يونايتد ‏.